# Tawfik Jaber
Le général Tawfik Jaber (décédé le 27 décembre 2008) était un membre important du Hamas, chef de la police de la Bande de Gaza.
Avant sa mort, il était le chef de la Force exécutive, la police de la bande de Gaza. Il a été tué lors de l'attaque du quartier général de la police de Gaza par l'aviation israélienne, au premier jour de l'opération Plomb durci, tout comme le général Ismaïl Jaabari, chef de la sécurité et de la prévention.
Selon plusieurs sources entre une centaine et deux cents Palestiniens ont été tués le premier jour de cette opération dont une centaine de policiers. Après cet événement, le Hamas a appelé son bras armé, les Brigades Izz al-Din al-Qassam, à mettre tous les moyens en œuvre pour empêcher les sionistes de dormir,.